# Rhopophilus pekinensis
El timalí pekinés (Rhopophilus pekinensis) es una especie de ave paseriforme de la familia Sylviidae que vive en China y Corea del Norte. 

## Taxonomía
Originalmente se clasificaba como la única especie del género Rhopophilus. Su taxonomía ha sido durante tiempo incierta y anteriormente se situó en las familias Cisticolidae y Timaliidae, aunque ha quedado emplazado en Sylviidae después de que los estudios genéticos mostraran su proximidad con los miembros del género Sylvia.